# Limia nigrofasciata
Limia nigrofasciata è un pesce d'acqua dolce appartenente alla famiglia Poeciliidae.

## Distribuzione e habitat
Questa specie è diffusa in tutte le acque dolci di Haiti.

## Descrizione
Presenta un corpo allungato, piuttosto compresso ai fianchi, con ventre pronunciato e peduncolo caudale robusto e allungato. Le pinne sono ampie e arrotondate, la pinna caudale è a delta. Gli esemplari adulti presentano uno spiccato dimorfismo sessuale poiché i maschi, con l'età, tendono ad avere un corpo molto compresso ai fianchi con una notevole gibbosità dorsale e pinne più ampie delle femmine. La livrea presenta un colore di fondo giallo-brunastro, con dorso e fianchi argentati, percorsi da numerose fasce nere. Il ventre è bianco-argentato. Le pinne sono giallo-verdastre, più o meno screziate di nero, diverse per ogni esemplare. I maschi adulti hanno riflessi verde smeraldo.

Raggiunge una lunghezza di 5 cm, (il maschio è leggermente più grande della femmina).

## Comportamento
Avannotti e giovani tendono a vivere in gruppi numerosi, nascosti tra la fitta vegetazione dell'habitat d'origine. Gli adulti vivono in gruppi piuttosto dispersi, poiché tendono ad avere carattere territoriale e non sono rare le aggressioni tra conspecifici per questo motivo.

## Riproduzione
Come in tutti i Poeciliidae la fecondazione è interna: dopo un periodo di gestazione la femmina partorisce 20-30 avannotti. Non vi sono cure parentali.

## Alimentazione
Si nutre prevalentemente di piccoli invertebrati.

## Acquariofilia
Limia nigrofasciata è un pesce piuttosto esigente in fatto di qualità dell'acqua e per questo non è commercializzato così ampiamente come numerose altre specie di Poeciliidae; tuttavia è allevato con successo da appassionati di tutto il mondo.